# Schild & Vrienden
Schild & Vrienden (en français "Bouclier et Amis") est un mouvement de jeunesse ultranationaliste flamand fondé en 2017 et qui prétend être un mouvement métapolitique. La sûreté de l'État situe l'émergence de l'organisation dans une vague de mouvements identitaires en Europe.

## Histoire
Schild & Vrienden (S&V) a commencé en tant que mouvement de jeunesse très actif sur les réseaux sociaux. Son fondateur, Dries Van Langenhove, ancien administrateur élu à l'université de Gand et membre de la société étudiante KVHV Gand, est la figure de proue du mouvement. À la suite du boycott d'une conférence de Theo Francken à l'université libre de Bruxelles par des militants de gauche, Van Langenhove a demandé que sa conférence du 9 mai 2017 soit assurée à l'université de Gand.
Depuis lors, le mouvement a régulièrement organisé des actions controversées contre ce qu’il considère être la gauche du spectre politique. Le 3 mars 2018, S&V a interrompu une action en faveur d'une politique migratoire plus humaine pour les réfugiés qui avait lieu au château des comtes de Flandre. Leur action a été filmée et les vidéo postées sur les réseaux sociaux sont rapidement devenues virales.
S&V s'est surtout fait connaître grâce au reportage de l'émission Pano (nl) diffusée le 5 septembre 2018 sur la VRT, puis rediffusée quelques jours plus tard sur la RTBF,. Le journaliste Tim Verheyden relève que dans leurs discussions privées les membres de Schild & Vrienden « veulent une société homogène uniquement constituée de blancs, où la femme et l'homme ont des rôles différents et complémentaires. Ils glorifient la violence et glorifient Hitler ».

## Idéologie
D'après Manuel Abramowicz, spécialiste de l'extrême droite en Belgique, le groupe adopte en public un discours différent de celui tenu en interne : « Schild & Vrienden est le plus bel exemple de l'extrême droite qui se donne un visage 'BCBG'. Une fois dans l'underground, ils n'hésitent pas à se montrer antisémites, racistes et génocidaires ». L'organisation ne prône pas la violence mais encourage ses partisans à « garder la forme », à la façon survivaliste, pour combattre le « grand remplacement », une théorie développée par un frange de l’extrême droite selon laquelle l'immigration viserait à remplacer la population blanche en Europe.
Schild & Vrienden fait partie de la mouvance identitaire,,.